# Bhadrachalam
Bhadrachalam (o Bhadrachellam Road) è una suddivisione dell'India, classificata come census town, di 42.829 abitanti, situata nel distretto di Khammam, nello stato federato di Telangana. In base al numero di abitanti la città rientra nella classe III (da 20.000 a 49.999 persone).

## Geografia fisica
La città è situata a 17° 40' 0 N e 80° 52' 60 E e ha un'altitudine di 49 m s.l.m..

## Società

### Evoluzione demografica
Al censimento del 2001 la popolazione di Bhadrachalam assommava a 42.829 persone, delle quali 21.330 maschi e 21.499 femmine. I bambini di età inferiore o uguale ai sei anni assommavano a 4.596, dei quali 2.325 maschi e 2.271 femmine. Infine, coloro che erano in grado di saper almeno leggere e scrivere erano 31.084, dei quali 16.650 maschi e 14.434 femmine.